# NEWSru
NEWSru (NEWSru.com) je nezávislý ruský internetový zpravodajský server. Zpravodajský obsah stránek v ruském a ukrajinském jazyce je vydáván ve třech verzích – ruské, ukrajinské a izraelské. Hlavními tématy zpravodajství jsou ruská a zahraniční politika, náboženství, společnost, kultura, sport, události a krimi. Součástí zpravodajského serveru je redakční archív, který obsahuje desítky tisíc veřejně přístupných dokumentů.

## Historie
V původní verzi šlo o zpravodajské internetové stránky ruské nezávislé televizní společnosti NTV, umístěné na webu ntv.ru. Zpravodajský web, který byl od 1. srpna 2000 připravován v neveřejném testovacím režimu, byl zpřístupněn veřejnosti 28. srpna 2000. Bezprostřední příčinou bylo to, že v důsledku požáru, který 27. srpna 2000 zničil vysílací zařízení ostankinské televizní věže nebylo v Moskvě a jejím okolí dostupné televizní vysílání a ze strany veřejnosti vzrostla poptávka po aktuálních informacích.

### Osamostatnění

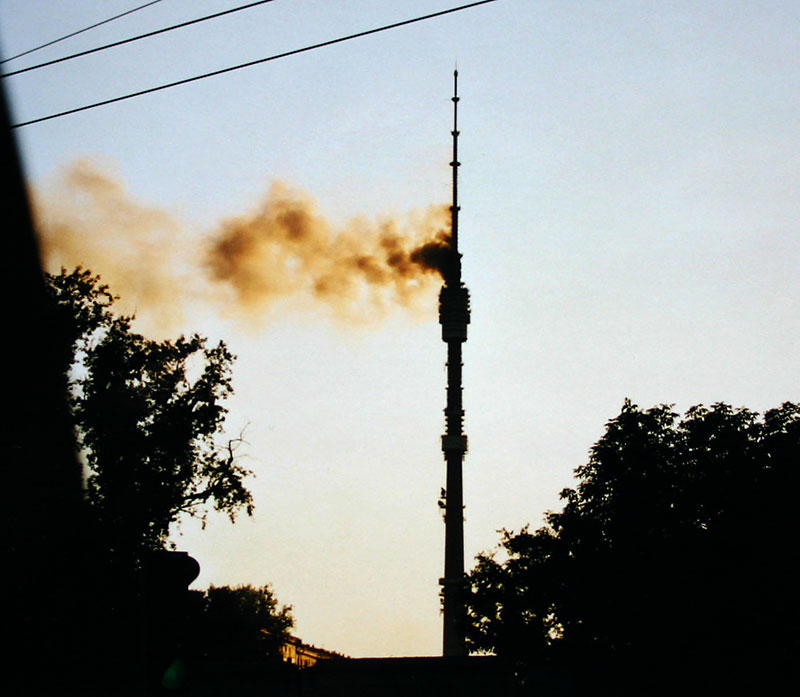
Požár televizní věže v Ostankinu

V dubnu roku 2001 se televizní kanál stál součástí holdingu Gazprom Media (Газпром-Медиа Холдинг), avšak internetové zpravodajské stránky nebyly z právního hlediska součástí televizní společnosti, proto server zůstal i nadále ve sféře vlivu původního vlastníka NTV Vladimira Gusinského. Vytvořila se samostatná redakce s vlastními informačními zdroji a kontakty a s ambicemi vytvořit server, který by mohl být ruskou obdobou CNN. Mezi původním vlastníkem - televizní společností NTV - a redakcí NTV.ru však vznikly spory kvůli používání domény a dalším obchodním otázkám. Od října 2002 začal server požívat doménu newsru.com, doména ntv.ru byla po vzájemné dohodě předána v listopadu 2002 původnímu vlastníkovi - společnosti NTV. 

### Nová verze stránek
Poprvé po 16 letech od založení zpravodajského webu NEWSru.com došlo ke změně jeho podoby až v roce 2016. Nová verze zabírá celou obrazovku a mj. používá větší zobrazení popisků a fotografií. Původní verze stránek je dostupná na adrese classic.newsru.com. Podle statistiky Liveinternetu zpravodajské stránky NEWSru.com během období od dubna do června 2016 v průměru denně navštívilo 387 000 čtenářů.

## Redakce
Hlavní redakce NEWSru.com se nachází v Moskvě na adrese 115280, Россия, г. Москва, ул. Ленинская Слобода, д. 19, стр. 6. Šéfredaktorkou je Elena Bereznickaja-Bruni ( Елена Березницкая-Бруни). Redakce má dvě zahraniční pobočky – izraelskou (newsru.co.il), která vznikla v prosinci 2005, a od dubna 2007 též redakci ukrajinskou (newsru.ua). Server zpravodajských internetových stránek s IP adresou 174.46.74.250 je na území USA.